# Жилой дом треста «Бузовнынефть»
«Жилой дом треста „Бузовнынефть“» (азерб. «Buzovnaneft»in binası) — здание в столице Азербайджана, городе Баку (угол улиц Самеда Вургуна и ул. Низами). Расположено напротив сквера Насими. Авторами проекта дома, построенного в 1945 году, являются Садых Дадашев и Микаэль Усейнов. Это одно из последних совместных творений Дадашева и Усейнова.

## Архитектура
Здание «Бузовнынефть» было спроектировано в 1945 году, незадолго до кончины Садыха Дадашева. Построено было в течение всего двух лет. Перед зданием была организована площадь. В центре этой площади был разбит сквер с фонтаном (на месте фонтана в 1980 году был установлен памятник Насими). По обеим боковым сторонам сквера предполагалось разместить схожие по архитектурному решению жилые дома. Но было построено всего два жилых дома. Центральным в композиции ансамбля был жилой дом «Бузовнынефть». Архитектурное и объёмное решение дома это подчёркивало.
План в основном пятиэтажного дома П-образный. Центральной частью дом обращён к площади. Эта часть поднята до шести этажей. Её венчают две симметрично расположенные башенки. Фасады жилого дома, по словам архитектуроведа Рены Эфендизаде, богато решены в пластическом плане, а их пластика, как отмечает архитектуровед Александр Рябушин, очень активная и крупномасштабная. Развивающие фасад две башни венчают ажурные бельведеры, которые продиктованы градостроительными условиями. В архитектуре здание нашли широкое применение лоджии, эркеры и балконы, благодаря чему создан образ южного жилого дома. В двухъярусных эркерах-фонариках и их специфической разработке Рябушин выявляет нечто от мавританских мотивов. По словам Рябушина, в мощной стрельчатой аркаде с магазинами на боковом фасаде проглядывает «некая пропитанная восточными мотивами Венеция».
В квартирах дома предусмотрено сквозное проветривание, созданы летние помещения. Всего в доме восемьдесят шесть квартир.
4 ноября 1955 года Центральный Комитет КПСС и Совет Министров СССР издало постановление «Об устранении излишеств в проектировании и строительстве». В постановлении отмечалось, что многие жилые дома и здания в Баку по проектам архитектора Усейнова построены «с большими излишествами», что Усейнов некритически переносил в архитектуру современных зданий «формы средневековой восточной архитектуры». В частности указывалось, что фасад жилого дома треста «Бузовнынефть» «перенасыщен сложными эркерами, лоджиями и башенными надстройками». Сам Усейнов на критику не обращал внимания и продолжал проектировать.